# オオイワイグアナ
オオイワイグアナ（Cyclura nubila）は、イグアナ科イワイグアナ属に分類されるトカゲ。

## 分布
- C. n. caymanensis　リトルケイマンイワイグアナ

イギリス（リトルケイマン島）固有亜種
- C. n. lewisi　グランドケイマンイワイグアナ

イギリス（グランドケイマン島）固有亜種
- C. n. nubila　キューバイワイグアナ

キューバ固有亜種
プエルトリコに移入・定着している。

## 形態
頭胴長オス68-75cm、メス53-62cmとイワイグアナ属最大種であることが和名の由来。吻端を覆う鱗（吻端板）と鼻孔が開口する鱗（鼻板）は接する。前額板は大型。眼の下を覆う鱗（眼下板）は鼓膜前部までで、10-16枚。頬を覆う鱗（頬板）は縦に並び、4-13枚。後頭部は瘤状に盛りあがる。頸部背面には9-22枚の、鬣状の鱗（クレスト）が並ぶ。胴体や尾の背面にもクレストが並ぶ。大腿部にある小さい孔の空いた鱗（大腿孔）は33-50個で、1列に並ぶ。
幼体はクレストが発達しない。アルファベットの逆「V」字状の黒く縁取られた明色の横縞が5-10本入る。成長に伴い横縞は消失するが、黒い縁取りが残る個体もいる。

## 分類
- Cyclura nubila caymanensis　Barbour & Noble, 1916　リトルケイマンイワイグアナ
- Cyclura macleayi lewisi　Grant, 1940　グランドケイマンイワイグアナ
- Cyclura nubila nubila　(Gray, 1831)　キューバイワイグアナ

## 生態
岩礁海岸や基底が石灰岩の岩場に生息するが、森林や民家の周辺にも生息する。昼行性で、夜間は岩の隙間などで休む。晴天時は午前中に日光浴を行う（曇りや雨天時には日中も巣穴で休む）が、午後になると木陰や茂みなどで休む。
食性は植物食で、主に果実を食べるが、木の葉や花も食べる。
繁殖形態は卵生。5-6月に砂浜で茂みの下に穴を掘り、薄暮時に1回に2-16個（主に5-6個）の卵を産む。卵は70-78日で孵化する。

## 人間との関係
開発による生息地の破壊、交通事故、人為的に移入されたノイヌ、ノネコによる捕食などにより生息数は激減している。
C. n. caymanensis　リトルケイマンイワイグアナ
CRITICALLY ENDANGERED (IUCN Red List Ver. 2.3 (1994))
C. n. lewisi　グランドケイマンイワイグアナ
ENDANGERED (IUCN Red List Ver. 3.1 (2001))
C. n. nubila　キューバイワイグアナ
VULNERABLE (IUCN Red List Ver. 2.3 (1994))